# Braddock (Cornouailles)
Pour les articles homonymes, voir Braddock.
Braddock est une paroisse civile et un village des Cornouailles, en Angleterre.